# Широкая улица (Казань)
Широкая улица (тат. Киң урам) — улица в историческом районе Адмиралтейская слобода Кировского района Казани.

## География
Начинаясь от Кожевенной улицы, заканчивается безымянного проезда (бывшая Железнодорожная улица), идущего вдоль железной дороги.

## История
До революции 1917 года носила название 1-я Екатерининская улица и относилась к 6-й полицейской части. По сведениям на 1912 год на улице находилось 18 домовладений; по чётной стороне — все деревянные по чётной стороне и 3 каменных дома и 1 деревянный по нечётной стороне. На чётной стороне (ныне нечётная) находились Боголюбская церковь, богадельня Павловых-Прибытковых и ещё 2 домовладения, хозяева которых в сословном отношении являлись чиновником и почётным гражданином. Хозяева домов на нечётной стороне (ныне чётная) улицы являлись мещане (9 домов), крестьяне, чиновники и дворяне (по 1 человеку); один дом принадлежал Боголюбской церкви и в доме 15/22 находилось V-ое городское начальное училище.
В 1914 году постановлением Казанской городской думы была переименована в Боголюбскую улицу — по одноимённой церкви, находившейся на этой улице, но реально это название не использовалось.
Решением Казгорсовета от 2 ноября 1927 года переименована в Широкую улицу. На 1939 год на улице имелось около 20 домовладений: с № 1/3 по № 7 по нечётной стороне и с № 2/5 по № 22 по чётной.
После введения в городе деления на административные районы входила в состав Заречного (с 1931 года Пролетарского, с 1935 года Кировского) района.

## Транспорт
Движение общественного транспорта по улице не осуществляется. Ближайшая остановка общественного транспорта — «Речной техникум» (ул. Несмелова). Также в 250 метрах от конца улицы находится железнодорожная платформа Адмиралтейская слобода.

## Галерея
- Дома́ №№ 12-14
- Дом № 16